# Serhij Rybalka
Serhij Oleksandrowytsch Rybalka (ukrainisch Сергій Олександрович Рибалка, * 1. April 1990 in Jamne, Ukrainische SSR, Sowjetunion) ist ein ukrainischer Fußballspieler.

## Karriere

### Verein
Rybalka begann seine Karriere bei Arsenal Charkiw. 2008 wechselte er zu Dynamo Kiew, wo er für die zweite Mannschaft spielte. Ab 2011 stand er als Ersatzspieler auch im Kader der ersten Mannschaft, kam dort aber nur zu zwei Einwechslungen. Im Januar 2013 wurde er nach Tschechien an Slovan Liberec verliehen. Dort war er sofort Stammspieler im Mittelfeld und spielte die gesamte Rückrunde. Ein weiteres Jahr spielte er erfolgreich in der Synot Liga, dann kehrte er 2014 wieder zu Dynamo Kiew zurück. Danach wurde er auch dort Stammspieler und errang im ersten Jahr mit dem Verein Pokalsieg und Meisterschaft. 2016 konnte der Meistertitel verteidigt werden.
Für die Saison 2017/18 wurde er an den türkischen Erstligisten Sivasspor ausgeliehen. Am 20. Juli 2018 verpflichtete Sivasspor ihn für weitere drei Jahre.
2021 wechselte Rybalka zurück in sein Heimatland und schloss sich dem FK Oleksandrija an.

### Nationalmannschaft
Rybalka spielte für diverse Jugendnationalteams. 2015 wurde erstmals für die Herren nominiert. Sein Debüt gab er im März 2015 im Testspiel gegen Lettland. In der Qualifikation zur Fußball-Europameisterschaft 2016 kam er mehrfach zum Einsatz, in den beiden Relegationsspielen gegen Slowenien, in denen sich die Ukraine durchsetzte, spielte er im zentralen Mittelfeld jeweils über die volle Spielzeit. Danach wurde er ins EM-Aufgebot der Ukraine aufgenommen. Er war einer von drei Feldspielern, die nicht zum Einsatz kamen.

## Erfolge
- Ukrainischer Meister: 2015, 2016
- Ukrainischer Cupsieger: 2015